# Norton Utilities
Norton Utilities — набір сервісних утиліт для відлагодження й оптимізації роботи систем MS-DOS/Windows від компанії Symantec.

## Історія
Перша версія Norton Utilities була випущена в 1981 р. американським програмістом Пітером Нортоном (Peter Norton) і працювала з командного рядка DOS. У 1990 р. заснована Нортоном компанія з розробки програмного забезпечення Peter Norton Computing була придбана Symantec. З 2003 р. Norton Utilities перестали існувати як окремий продукт, а їхні компоненти були інтегровані в Norton SystemWorks. До складу цього пакету входять як засоби оптимізації, так і захисту від вірусів і шпигунських програм.
Виробник захисного ПЗ Symantec у 2009 році відродив лінійку Norton Utilities — набору утиліт, що колись мав велику популярність серед користувачів. Набір призначений для збільшення вільного місця в оперативній пам'яті, прискорення завантаження ПК, звільнення місця на жорсткому диску і поліпшення продуктивності системи в цілому.

## Склад
Нова версія Norton Utilities — 14 — призначена для комп'ютерів з операційною системою Windows XP або Vista. До складу пакета входять:
- Startup Manager для управління автозавантаженням застосунків,
- Services Manager для управління завантаженням служб,
- Registry Cleaner і Registry Defragmenter для очищення і дефрагментації реєстру,
- Disk Cleaner для очищення жорсткого диска від тимчасових і непотрібних файлів і
- Performance Test для оцінки продуктивності.

Крім того, включені засоби для дефрагментації жорсткого диска і перманентного видалення даних.

## Дивись також
- Norton Commander